# Коржовое (Луганская область)
Коржо́вое (укр. Коржове; до 2016 г. Петро́вка) — село, относится к Сватовскому району Луганской области Украины.
Население по переписи 2001 года составляло 945 человек. Почтовый индекс — 92652. Телефонный код — 6471. Занимает площадь 5 км². Код КОАТУУ — 4424085501.

## Местный совет
92652, Луганская обл., Сватовский р-н, с. Коржовое, майдан Злагоды, 7